# Danakildepressie

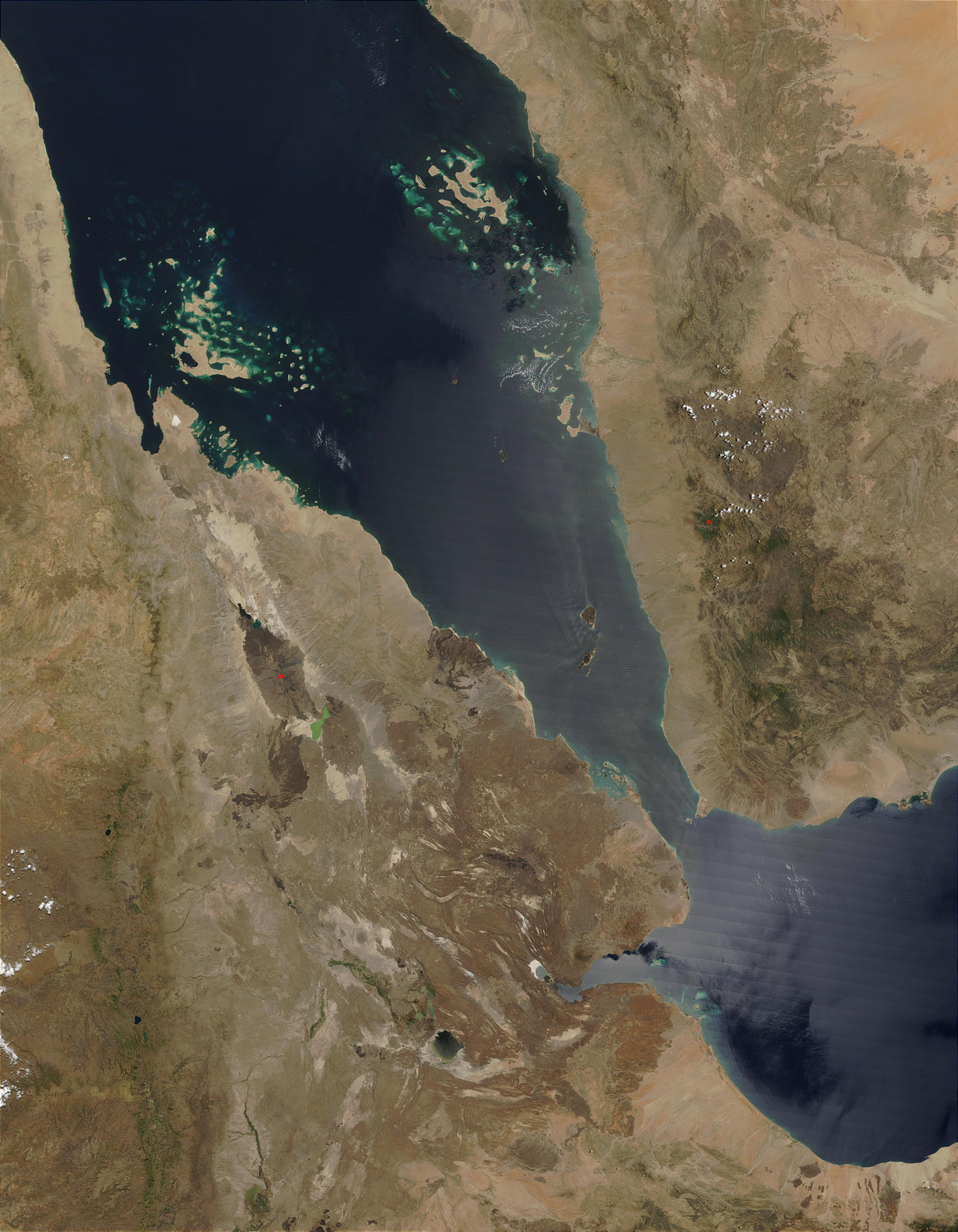
MODIS-satellietfoto van de Danakildepressie en omliggende regio in de Rode Zee, Golf van Aden, Arabisch Schiereiland, en de Hoorn van Afrika.

De Danakildepressie of Afar-driehoek is een verdiept liggend gebied in de Hoorn van Afrika, waar deze Eritrea, de Ethiopische regio Afar en Djibouti overlapt. Afar staat bekend als een brongebied voor hominide-fossielen. De Afar zijn een etnische groep in deze regio (het land Djibouti -voormalig Frans Somaliland, stond hierom ook enige tijd bekend als Afar- en Issaland). Het aangrenzend deel van Ethiopië wordt Afar genoemd.
De Danakildepressie omvat de Danakilwoestijn en het laagste punt van Afrika, het Assalmeer (-155 meter). Ook Dallol is onderdeel van de driehoek, een van de warmste plaatsen op Aarde.

## Milieu
De laaglanden van de Danakildepressie worden gekenmerkt door hitte en droogte. Er valt gedurende het hele jaar vrijwel geen regen. De jaarlijkse hoeveelheid neerslag bedraagt 100 tot 200 millimeter. De rivier de Awash, die door zuidelijk Afar stroomt, zorgt voor een smalle strook groen land en maakt leven mogelijk voor flora en fauna in het gebied. Ongeveer 128 kilometer van de Rode Zee eindigt de Awash in een keten van zoutmeren, waarin het water snel verdampt. Bijna 1200 km² van de Danakildepressie wordt bedekt door zout. Derhalve is de zoutmijnindustrie een grote bron van inkomsten in het gebied.

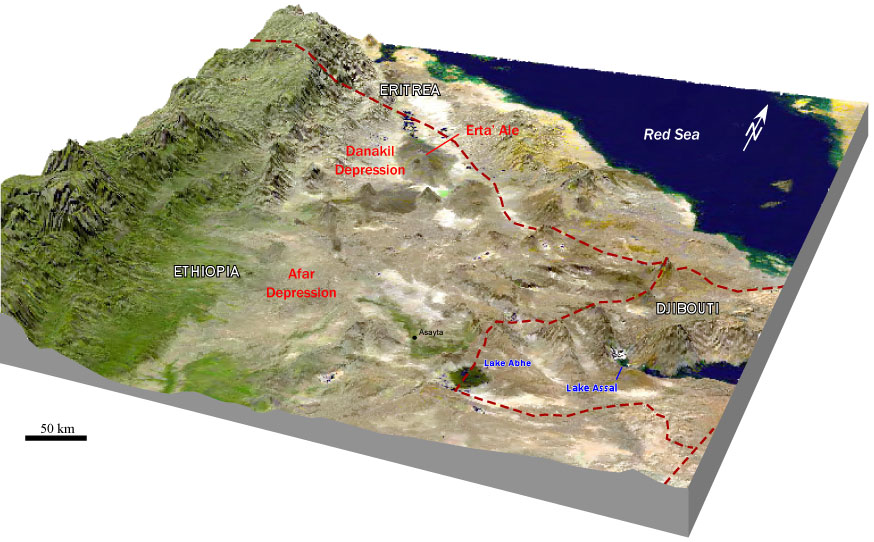
Perspectiefzicht van de Danakildepressie en bijbehorende omgeving.

De Danakildepressie bestaat grotendeels uit een savanne. Vegetatie bestaat vrijwel geheel uit planten die bestand zijn tegen lange periodes van droogte zoals kleine bomen (voorbeeld, de dracaena) en grassen. De fauna bestaat vrijwel geheel uit herbivoren zoals de grévyzebra, gazellen, beisa en de laatst bekende populatie van de Afrikaanse wilde ezel. Vogels in het gebied zijn onder andere struisvogels, de secretarisvogel, Arabische en Kori-trappen, en Frankolijnen.
In het zuidelijke gedeelte van het gebied ligt het Mille-Sardo Wildlife Reserve.

## Geologie

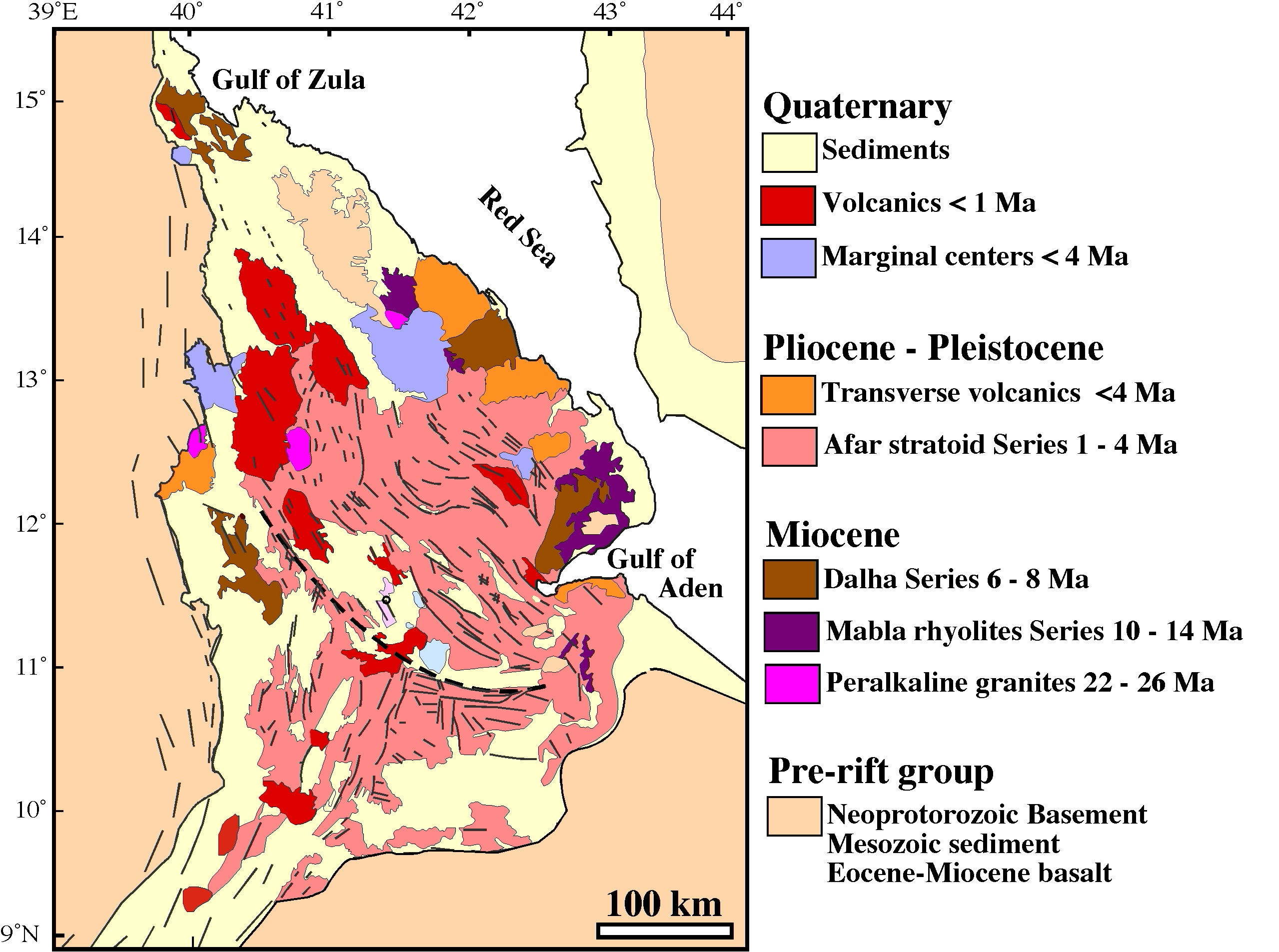
Vereenvoudigde geologische kaart van de Danakildepressie.

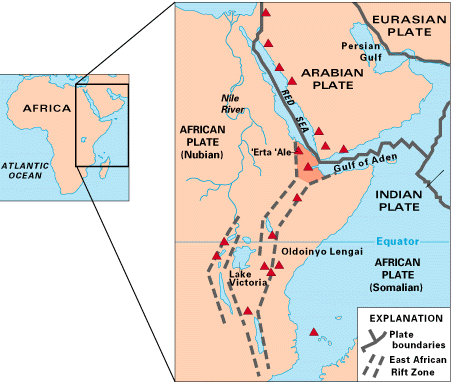
Locatie van de driehoek.

De Danakildepressie is het resultaat van de aanwezigheid van een plaattektonische triple junction (de Afar Triple Junction), de plek waar drie tektonische platen samenkomen (de Afrikaanse, Arabische en Oost-Afrikaanse Plaat). De rifts onder de Rode Zee, de Golf van Aden en de Grote Slenk, die de grenzen tussen deze platen vormen, komen onder de driehoek bij elkaar. De exacte samenkomstplek van de drie platen is ongeveer bij het Abbemeer. De Danakildepressie is een van twee plaatsen op Aarde waar een mid-oceanische rug op het land kan worden bestudeerd. De andere locatie is IJsland.
Bij de driehoek bewegen de platen langzaam uit elkaar met een snelheid van 1 tot 2 centimeter per jaar. Dit gebeurt langs elk van de drie rifts die de "benen" van de triple junction vormen. Als gevolg hiervan zijn er vaak aardbevingen in het gebied. Tussen september en oktober 2005 vonden er 163 aardbevingen plaats in het gebied met een kracht, groter dan 3,9 op de schaal van Richter.
Geologen verwachten dat in de komende 10 miljoen jaar de Rode Zee de hooglanden zal binnendringen, en grote delen van de Danakildepressie onder water zal zetten.
Het gesteente van de Danakildepressie bestaat uit lava's, vooral basalt. Een van de grootste actieve vulkanen ter wereld, de Erta Ale, bevindt zich hier.